# Bandeira do Maine

Bandeira de Maine

Bandeira da Marinha Mercante de Maine

A bandeira de Maine destaca o brasão de armas do estado em um fundo azul. No centro do escudo, um alce repousa embaixo de um alto pinheiro. Um fazendeiro e um pescador representam a tradicional dependência do estado da agricultura e do mar. A Estrela Polar representa o lema do estado: Dirigo ("Lidero").
Não há cores oficiais para o brasão de armas, então variações na tonalidade podem ser vistas em bandeiras de diferentes fabricações. O espaço azul, contudo, é especificado a ser o mesmo tom do presente na bandeira dos Estados Unidos. De acordo com a descrição oficial, a bandeira deve ter uma franja de seda amarela e uma corda azul e branca amarrada na ponta. Esses ornamentos são raramente observados.
Originalmente, a bandeira do estado consistia em um pinheiro verde, símbolo da Nova Inglaterra no centro, com uma "Estrela do Norte" azul, com todo o fundo bege. A legislatura de Maine aprovou a nova bandeira em 23 de fevereiro de 1909.
Maine é também um dos dois únicos estados com um pavilhão separado, o qual é raramente visto (o outro é Massachusetts). Isto destaca símbolos da atual bandeira e da antiga, com o fundo branco e um pinheiro verde. O pinheiro verde tem a âncora do pescador e as palavras "MAINE" e "DIRIGO" em sua volta.
Haverá um referendo em novembro de 2024 sobre a manutenção da bandeira atual ou a readaptação da de 1901. Adam Lemire de Gardner, Maine foi anunciado como o vencedor do concurso de redesenho da bandeira. O seu projeto, selecionado entre mais de 400 candidaturas, apresenta um pinheiro baseado naquele que viu no Viles Arboretum, em Augusta. El pinheiro possui dezasseis filiais, uma para cada um dos 16 concelhos do estado. O projeto de Lemire tornar-se-á a nova bandeira do estado caso o referendo seja aprovado.